# دژانا استفانوویچ
دژانا استفانوویچ (سیریلیک صربی: Дејана Стефановић؛ زادهٔ ۵ ژوئیهٔ ۱۹۹۷) بازیکن فوتبال اهل صربستان است.
وی همچنین در تیم ملی فوتبال Serbia بازی کرده‌است.